# Narodno gospodarstvo
Narodno gospodarstvo  označava ukupnost međusobno povezanih i ovisnih poslovnih subjekata (domaćinstva, tvrtki i država) na jednom prostoru, uglavnom u državi ili u savezu država.
Narodno gospodarstvo služi ekonomistima kao model za izgradnju pojednostavljene građe većinom u obliku matematičkih modela.

## Podjela na sektore
Narodno gospodarstvo podijeljeno je u pet sektora:
- Prvi sektor: poljoprivreda, šumarstvo i ribarstvo.
- Drugi sektor: rudarstvo, prerađivačka industrija i građevinarstvo.
- Treći sektor: transport, telekomunikacije, komunalno gospodarstvo i trgovina.
- Četvrti sektor: financije, osiguranje, marketing i oglašavanje te trgovina nekretninama.
- Peti sektor: zdravstvena zaštita, socijalna zaštita, obrazovanje, istraživanje, turizam i rekreacija, državna uprava, pravosuđe, policija i vojska.